# Dům na nebesích
Dům na nebesích je divadelní hra Jiřího Hubače z roku 1980. Po dobu pěti sezón se hrála ve Vinohradském divadle. Drama, napsané na přání herečky Jiřiny Bohdalové,[zdroj?] bylo postavené na jejím dominujícím hereckém výkonu; stalo se předlohou snímku Jedna kočka za druhou režiséra Františka Filipa (rok 1993).

## Obsah
Hlavní hrdinkou je Klára Zárubová, stárnoucí žena pracující v nádražním bufetu, která celý život pečuje o svoji rodinu. Má hodného, i když jednoduššího, bratra Fandu a záletného otce; ten za sebou zanechává zástupy bývalých milenek a jejich dětí. Klára po celý svůj život sní o tom, že si jednou koupí dům, v němž nyní bydlí v nájmu – svůj dům na nebesích…

## Obsazení
- Klára: Jiřina Bohdalová
- Fanda: Jaromír Hanzlík
- otec: Miloš Kopecký
- Erika: Hana Maciuchová
- paní domácí: Ludmila Vostrčilová
- Karel: Vladimír Krška
- Carda: Milan Klásek
- Květa: Stanislava Bartošová